# Robert B. Meyner
Robert Baumle Meyner (* 3. Juli 1908 in Easton, Pennsylvania; † 27. Mai 1990 in Phillipsburg, New Jersey) war ein US-amerikanischer Politiker und von 1954 bis 1962 Gouverneur des Bundesstaates New Jersey.

## Frühe Jahre und politischer Aufstieg
Robert Meyner besuchte bis 1926 die Phillipsburg Highschool und dann bis 1930 das Lafayette College in Easton. Mit einem Jurastudium an der Columbia Law School schloss er 1933 seine Studienzeit ab. Danach wurde er ein erfolgreicher Strafverteidiger. Politisch war er Mitglied der Demokratischen Partei. Schon 1928 unterstützte er Al Smith bei dessen erfolgloser Präsidentschaftskandidatur. Im Jahr 1941 kandidierte Meyner erfolglos für einen Sitz im Senat von New Jersey. Während des Zweiten Weltkriegs war er Marineoffizier.
Nach dem Krieg kandidierte er 1946 wieder erfolglos für den US-Kongress. Ein Jahr später wurde er dann in den Senat von New Jersey gewählt. Im Jahr 1951 war er Vorsitzender des regionalen Parteitages seiner Partei für New Jersey und 1952 war er Delegierter zur Democratic National Convention. Am 3. November 1953 wurde er als Kandidat seiner Partei zum Gouverneur seines Staates gewählt, wobei er sich mit 53:45 Prozent gegen den Republikaner Paul L. Troast durchsetzte.

## Gouverneur von New Jersey
Robert Meyner trat sein neues Amt am 19. Januar 1954 an. Nach einer Wiederwahl im Jahr 1957 konnte er bis zum 16. Januar 1962 im Amt bleiben. Er setzte sich für eine bessere Bildungspolitik ein und reformierte den Regierungsapparat. Damals wurde auch das Autobahnnetz des Staates weiter ausgebaut. Bei öffentlichen Wahlen wurde das Briefwahlsystem eingeführt. Gouverneur Meyner deckte auch einen Betrugsskandal auf, in den der ehemalige Gouverneur Harold G. Hoffman verwickelt war, und entließ ihn aus dem Amt des Vorsitzenden der Arbeitslosenversicherungskommission. Im Jahr 1960 war Meyner als demokratischer Präsidentschaftskandidat im Gespräch. Auf dem Nominierungsparteitag erhielt er 43 Stimmen und belegte damit abgeschlagen den vierten Platz. Die Nominierung ging an John F. Kennedy.

## Weiterer Lebenslauf
Nach dem Ende seiner Gouverneurszeit wurde Meyner wieder als Rechtsanwalt tätig. Im Jahr 1969 strebte er die Rückkehr in das Amt des Gouverneurs an, verlor aber deutlich gegen den republikanischen Bewerber William T. Cahill. Danach zog er sich aus der Politik zurück. Robert Meyner starb im Mai 1990. Er war mit Helen Stevenson Meyner (1929–1997) verheiratet, die von 1975 bis 1979 für zwei Legislaturperioden Abgeordnete im US-Repräsentantenhaus war.